# Yichang
Yichang  (宜昌; pinyin: Yíchāng) er en by på præfekturnivåeau i provinsen Hubei i det centrale Kina. Præfekturet har et areal på 21,227 km2, og en befolkning på cirka 4 millioner mennesker, hvoraf 1.330.000 bor i byområdet.
Mange indbyggere i Yichang tilhører minoritetsgruppen tujia. 
I gammel tid lå Yichang på grænsen mellem kulturerne i staten Ba i vest og staten Chu i øst.
Gennem Yichang flyder Yangtze-floden, som den hydroelektriske De Tre Slugters Dæmning i 2006 blev opført over. 

## Administrative enheder
Yichang består af fem bydistrikter, tre amter,  to autonome amter og tre byamter:
- Bydistriktet Xiling (西陵区), 90 km², 400 000 indbyggere, regjeringssæde;
- Bydistriktet Wujiagang (伍家岗区), 69 km², 140 000 indbyggere;
- Bydistriktet Dianjun (点军区), 546 km², 100 000 indbyggere;
- Bydistriktet Xiaoting (猇亭区); 118 km², 50 000 indbyggere;
- Bydistriktet Yiling (夷陵区), 3 424 km², 520 000 indbyggere;
- Amtet Yuan'an (远安县), 1 752 km², 200 000 indbyggere;
- Amtet Xingshan (兴山县), 2 327 km², 190 000 indbyggere;
- Amtet Zigui (秭归县), 2 427 km², 390 000 indbyggere;
- Det autonome amt Changyang for tujiaene (长阳土家族自治县), 3 430 km², 410 000 indbyggere;
- Det autonome amt Wufeng for tujiaene (五峰土家族自治县), 2 072 km², 210 000 indbyggere;
- Byamtet Zhijiang (枝江市), 1 310 km², 510 000 indbyggere;
- Byamtet Yidu (宜都市), 1 357 km², 390 000 indbyggere;
- Byamtet Dangyang (当阳市), 2 159 km², 480 000 indbyggere.

## Samferdsel
Kinas rigsvej 318, en af Folkerepublikken Kinas længste hovedveje, løber gennem området. Den begynder i Shanghai og fører blandt andet gennem Wuhan og Chengdu på sin vej ind i Tibet og Lhasa og helt frem til en kinesisk grænseovergang til Nepal i Zhangmu.
30°42′30″N 111°16′49″Ø / 30.70833°N 111.28028°Ø